# Valan Arasu
Jesu Gaspar Valan Arasu (ur. 13 czerwca 1967 w Enayam) – indyjski duchowny rzymskokatolicki, biskup Jabalpur od 2024.

## Życiorys
Święcenia kapłańskie otrzymał 12 maja 1996 i został inkardynowany do diecezji Jabalpur. Po kilkuletnim stażu wikariuszowskim został wykładowcą St. Aloysius College. W latach 2005–2008 był wikariuszem w Napier Town, a w kolejnych latach pracował jako sekretarz kilku kurialnych komisji. W 2012 został rektorem St. Aloysius College.  
13 stycznia 2024 papież Franciszek mianował go biskupem diecezjalnym Jabalpur. Sakry udzielił mu 8 kwietnia 2024 jego poprzednik – biskup Gerald Almeida. 